# Konovalova, Vasîlivka
Konovalova (în ucraineană Коновалова) este un sat în comuna Șîroke din raionul Vasîlivka, regiunea Zaporijjea, Ucraina.

## Demografie
Componența lingvistică a localității Konovalova
     Ucraineană (77,78%)
     Rusă (22,22%)
Conform recensământului din 2001, majoritatea populației localității Konovalova era vorbitoare de ucraineană (77,78%), existând în minoritate și vorbitori de rusă (22,22%).